# Eddyville (Illinois)
Eddyville és una vila dels Estats Units a l'estat d'Illinois. Segons el cens del 2000 tenia 153 habitants.

## Demografia
Segons el cens del 2000, Eddyville tenia 153 habitants, 65 habitatges, i 41 famílies. La densitat de població era de 203,7 habitants/km².
Dels 65 habitatges en un 38,5% hi vivien nens de menys de 18 anys, en un 46,2% hi vivien parelles casades, en un 16,9% dones solteres, i en un 35,4% no eren unitats familiars. En el 35,4% dels habitatges hi vivien persones soles el 16,9% de les quals corresponia a persones de 65 anys o més que vivien soles. El nombre mitjà de persones vivint en cada habitatge era de 2,35 i el nombre mitjà de persones que vivien en cada família era de 3,05.
Per edats la població es repartia de la següent manera: un 30,1% tenia menys de 18 anys, un 7,2% entre 18 i 24, un 29,4% entre 25 i 44, un 18,3% de 45 a 60 i un 15% 65 anys o més.
L'edat mediana era de 34 anys. Per cada 100 dones de 18 o més anys hi havia 84,5 homes.
La renda mediana per habitatge era de 22.083 $ i la renda mediana per família de 40.000 $. Els homes tenien una renda mediana de 22.500 $ mentre que les dones 20.000 $. La renda per capita de la població era de 13.084 $. Aproximadament el 13,9% de les famílies i el 16,8% de la població estaven per davall del llindar de pobresa.

## Poblacions properes
El següent diagrama mostra les poblacions més properes.